# الاجنحه ایرویز
الاجنحه ایرویز (به انگلیسی: Alajnihah Airways) یک شرکت هواپیمایی با کد یاتا 2T است. دفتر مرکزی الاجنحه ایرویز در طرابلس، لیبی واقع شده‌است و قطب این شرکت هواپیمایی در فرودگاه بین‌المللی طرابلس قرار دارد.